# The Last Ranger
The Last Ranger es un cortometraje dramático sudafricano de 2024, dirigido por Cindy Lee y producido por Darwin Shaw y Will Hawkes de Six Feet Films, como la segunda película de su antología internacional When The World Stopped. La película aborda la caza furtiva de rinocerontes y los esfuerzos de conservación en la reserva de caza de Amakhala, en el Cabo Oriental, Sudáfrica, durante la pandemia. Basada en hechos reales, la historia fue presentada a los productores por David S. Lee, quien fue testigo de los devastadores resultados de un ataque de caza furtiva. The Last Ranger tuvo su estreno en el Festival de Cine Panafricano el 7 de enero de 2024.
El 23 de enero de 2025, fue nominado a Mejor Cortometraje en la 97.ª edición de los Premios Óscar.  

## Sinopsis
Cuando el último guardabosques de la reserva de caza de Amakhala, en el Cabo Oriental, Sudáfrica, le muestra a Litha, una joven Xhosa, las maravillas del lugar, de repente son atacados por cazadores furtivos. En medio de la lucha por proteger a los rinocerontes, Litha descubre una aterradora verdad.

## Elenco
- Avumile Qongqo como "Khuselwa"
- Liyabona Mroqoza como "Litha"
- Makhaola Ndebele como "Thabo"
- David S Lee como "Robert"
- Kamogelo Ndawo como "Litha mayor"
- Waldemar Schultz como "Micky"
- Nompumelo Vanga como "Gogo"
- Sikhumbuzo Sibisis como "Jax"

## Producción
La película fue producida ejecutivamente por la Star Film Company en Sudáfrica, con una colaboración internacional de artistas. Esto se reflejó especialmente en la partitura de John Powell, que incorpora las voces del Coro Thanda, así como las de numerosos otros músicos. Filmada en 2021, durante el pico de la pandemia de Covid, la película está ambientada en los paisajes de la reserva de caza de Amakhala y la reserva de caza de Kariega, en el Cabo Oriental.  